# Караулов, Михаил Александрович

Мемориальная доска Михаилу Александровичу Караулову, установленная на доме № 34 на проспекте Мира во Владикавказе

Михаи́л Алекса́ндрович Карау́лов (1878—1917) — атаман Терского казачьего войска, член Государственной думы II и IV созывов от Терской области, глава Временного Терско-Дагестанского правительства. Журналист и краевед, автор нескольких книг по истории терского казачества.

## Биография

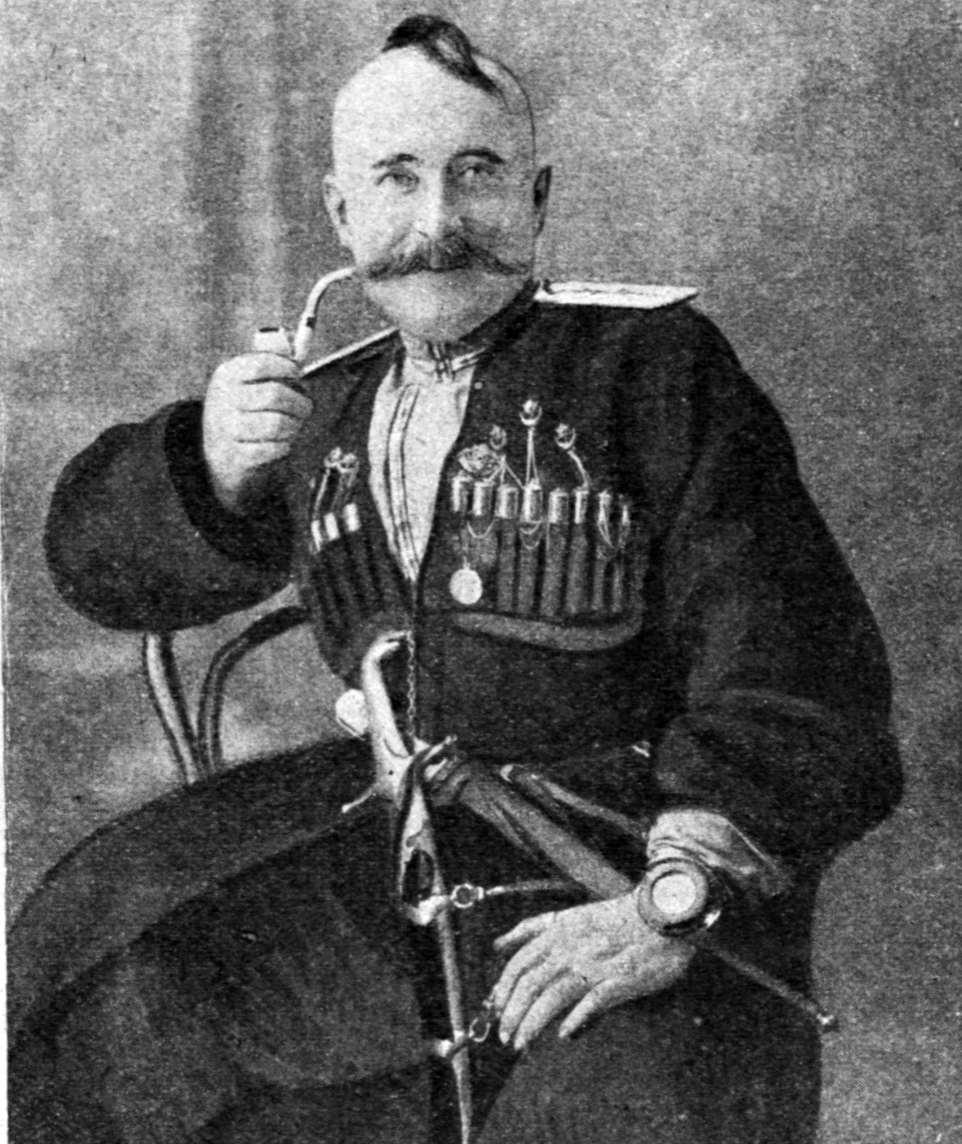
М. А. Караулов, 1914

Михаил Александрович Караулов родился в 1878 году в станице Тарская Сунженского отдела Терской области в семье дворянина, землевладельца, коллежского советника Александра Григорьевича Караулова. Потомственный дворянин (определение Сената от 4 июня 1901 года).
В 1901 году Михаил Александрович окончил филологический факультет Петербургского университета, а в 1902 году выдержал офицерский экзамен при Николаевском кавалерийском училище. В отставку с действительной военной службы Михаил Александрович вышел в 1905 году в чине подъесаула.
После ухода с военной службы М. А. Караулов основал и занимался изданием журнала «Казачья неделя». Он также активно участвовал в создании «Общества любителей казачьей старины» и занимался научно-исследовательской деятельностью. В этот период он написал несколько книг по истории терского казачества.
Был депутатом Государственной думы II и IV созыва от Терской области. Во II Думе являлся членом официально зарегистрированной Казачьей группы. В IV Думе, примкнув поначалу к фракции прогрессистов и мирообновленцев и став секретарём казачьей и крестьянской групп, в последующем ушёл во вновь образованную Независимую группу. При образовании Прогрессивного блока вошёл в его состав. Занимал в IV Думе должности секретаря комиссии по обсуждению вопроса об участии Думы в праздновании 300-летнего юбилея царствования Дома Романовых и комиссии по старообрядческим вопросам, а также товарища секретаря комиссии по запросам. Караулов не принадлежал ни какой политической партии. При заполнении анкеты, в графе «партийная принадлежность» М. А. Караулов написал: «Я ни к какой партии или фракции не принадлежу. Я — то, что должен представлять собой всякий, истинно любящий свою Родину, — я монархист-демократ».

### После Февральской революции

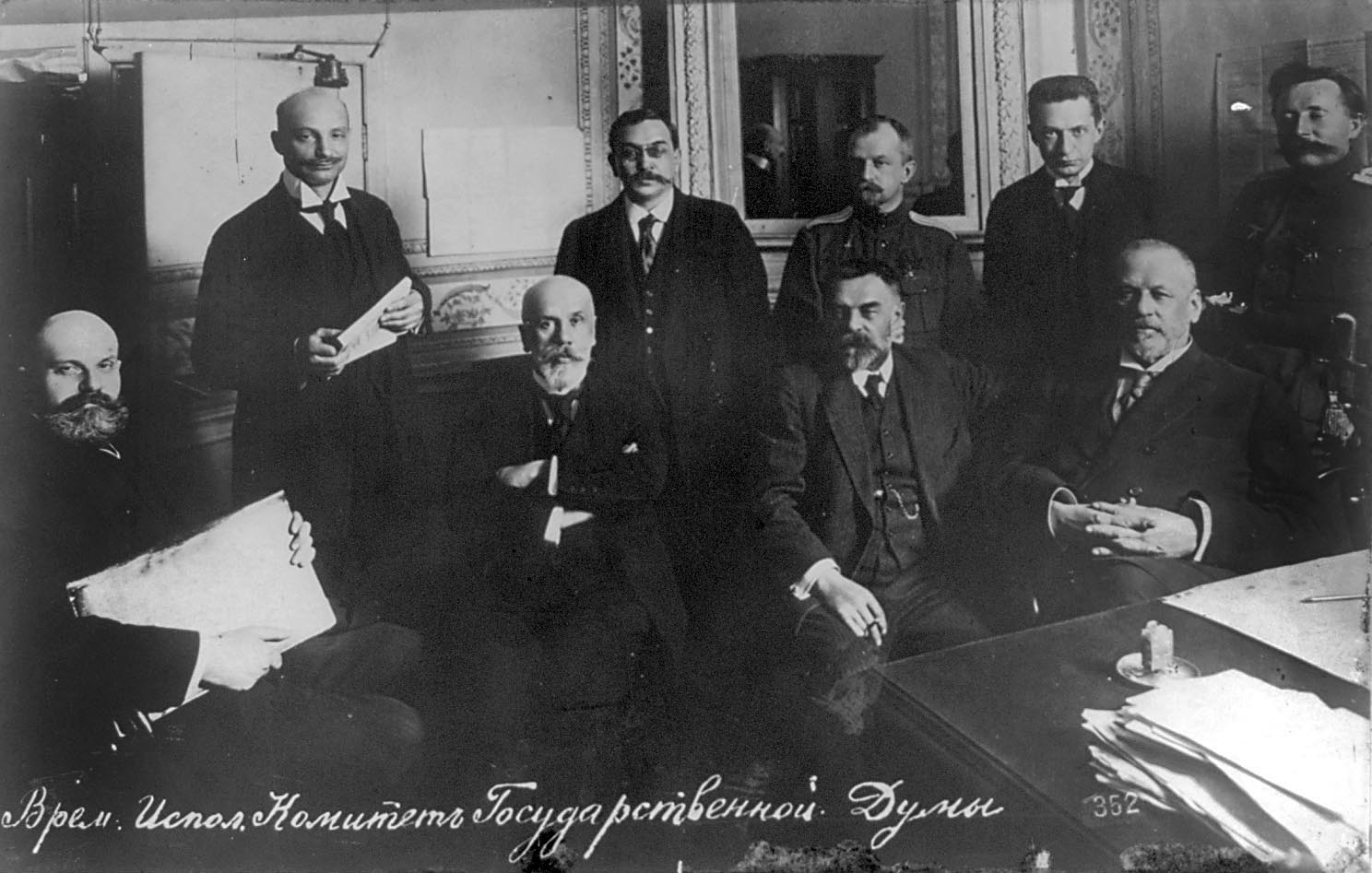
Временный комитет Государственной думы. Фото. 1917. Сидят: В. Н. Львов, В. А. Ржевский, С. И. Шидловский, М. В. Родзянко, стоят: В. В. Шульгин, И. И. Дмитрюков, Б. А. Энгельгардт, А. Ф. Керенский, М. А. Караулов.

Активный участник Февральской революции, член «штаба Керенского». Вошёл в состав Временного комитета Государственной думы (ВКГД). С 27 февраля по 1 марта курировал деятельность Низшей следственной комиссии. Комендант Таврического дворца и его районов (1—4 марта 1917). Будучи членом ВКГД, 1 марта 1917 года издал приказ о немедленном аресте всех чинов наружной и тайной полиции и корпуса жандармов. 8 марта 1917 года был назначен комиссаром Временного правительства и ВКГД в Терской области и выехал во Владикавказ.
27 марта (9 апреля) 1917 Караулов был избран Войсковым Кругом атаманом Терского казачьего войска. В связи с избранием атаманом подал в отставку с поста комиссара Временного правительства в Терской области.
Настоял на издании Терским областным гражданским комитетом ограничительных правил проведения митингов с целью не допущения дестабилизации в области. Для этого также он в июле 1917 года обратился с просьбой в Военное министерство вернуть с фронта Терскую казачью дивизию.
На областном съезде представителей сельского населения, городских самоуправлений и Советов Рабочих и Солдатских Депутатов, проходившем во Владикавказе с 18 по 20 мая 1917 года, он был избран товарищем председателя областного Исполкома. Работая в исполкоме, пытался учитывать сложное переплетение аграрных и национальных проблем на Северном Кавказе, пытался искать пути для решения этих проблем, действуя совместно с местными «национальными вождями» (Союзом объединённых горцев), при этом твердо выступая против «анархии» в крае.
Осенью 1917 года он участвовал в Москве в Государственном совещании, где поддержал требование Донского атамана А. М. Каледина упразднить все комитеты и советы на фронте и в тылу для укрепления дисциплину в армии. Он стал одним из организаторов созданного 20 октября «Юго-Восточного союза казачьих войск, горцев Кавказа и вольных народов степей», который по замыслу его основателей должен был начать «оздоровления России с окраин» ввиду «развала центральной государственной власти».

### После Октябрьской революции
После октябрьского переворота, 26 октября 1917 г. атаман Караулов, получив телеграмму донского атамана Каледина (где было заявлено, что донское войсковое правительство считает захват власти большевиками преступным и совершенно недопустимым, и окажет полную поддержку временному правительству) добавил в её текст только одну фразу с призывом ко всем гражданам Терского края к «дружному и единодушному отпору большевикам». Атаман отправил эту телеграмму всем войсковым частям в области. Одновременно было разослано и воззвание Терского войскового круга к населению области с резкой критикой большевиков и призывом ко всем жителям к беспощадной борьбе с изменниками Родины.
Из-за участившихся набегов горцев на казачьи станицы войсковой круг на заседании 15 ноября предоставил атаману Караулову неограниченные полномочия для борьбы с грабежами. Вся территория Терского края объявлялась на военном положении. Атаманом также был отдал приказ о приведении в боевое состояние всех казачьих частей области. 1 декабря Караулов возглавил Временное Терско-Дагестанское правительство. В революционных пробольшевистских газетах того времени М. А. Караулов рисовался как ярый контрреволюционер. Так, в декабре 1917 г. в Тифлисе состоялся 2-й Краевой съезд Кавказской армии. На этом съезде С. Г. Шаумян обвинял Караулова в том, что в результате его происков «десятки тысяч рабочего и иногороднего населения г. Грозного было перебито, уничтожено ряд станиц демократического казачества» и рассказывал, что некому штабс-капитану «дикой дивизии», который являлся представителем Караулова, в Тифлисе собирались дать патроны для расстрела владикавказских и грозненских рабочих и казаков. С другой стороны, большевики обвиняли Караулова и в том, что он… «громит чеченцев и ингушей». Как отметил историк С. Савенко, атаман «попал под мощный прессинг ненавистной большевистской провокационной пропаганды. Его активно критиковали как за действия против чеченцев и ингушей, так и за попытки переговоров с целью умиротворения конфликтов».

### Обстоятельства гибели
11 декабря на вечернем заседании Войскового круга было получено сообщение что к Минеральным Водам подходят эшелоны 1-го Волгского полка. Этот полк пробился последним из казачьих частей, бывших на европейском фронте Великой войны. Кругу и атаману было известно, что Волжскому полку довелось совершить поход через территорию, занятую большевиками, и не раз пробивать себе путь силой. Полк дошёл до области с небольшими потерями, в том числе произведенными при внутренних перебранках между казаками.
По установившемуся порядку возвращавшиеся части встречал войсковой атаман или его заместитель. Делалось это затем, чтобы «упредить» пропаганду, направленную против войскового правительства. Естественно, атаман Караулов лично хотел встретить полк, на который, наряду с 1-м Кизляро-Гребенским, возлагалась надежда, что казаки этих полков будут надёжной опорой Войскового правительства. М. Караулов мечтал: «Возвратятся первоочередные полки, дам кратковременный отдых, волью в них свежую молодую силу, и войсковая власть получит в своё распоряжение конную дивизию, а с нею и нужную силу, чтобы заслонить войско от анархии и Соведпии…» . По предложению круга атаман отправился встречать полк. М. А. Караулов в сопровождении родного брата Владимира, хорунжего Алексея Белоусова и депутата Войскового Круга Султанова прибыл в Пятигорск. 26 декабря 1917 года во время следования во Владикавказ вагон, в котором находился М. А. Караулов с сопровождающими, остановился на станции Прохладная Владикавказской ж. д.
Группа вооруженных солдат 106-го Уфимского пехотного полка во главе с неким Зотовым, которые возвращались с Кавказского фронта и находились в тот момент на станции, узнали, что в вагоне № 4 пассажирского поезда находится атаман Терского казачества, ответственный за репрессии в отношении местного населения и грабеж зерна, потребовали всем выйти из вагона. Караулов и его сопровождающие отказались покинуть вагон, возникла перестрелка, в которой казаки двумя пулями смогли поразить девять большевиков. Караулов и все его сопровождающие погибли в перестрелке, кроме тяжело раненного Султанова. Солдаты ворвались в вагон. Тело атамана выволокли на улицу, раздели и разграбили, голову размозжили.
Солдаты украли кожаную офицерскую куртку брата Михаила Караулова — Владимира. Позже одежду погибших со следами крови нашли в вагонах уфимцев. На помощь атаману выдвинулась сотня терских казаков, часть солдат бежала. Узнав, что опоздали, казаки расстреляли всех находящихся на станции людей в вагонах. Тут же с почестями казаки повезли тело своего Атамана во Владикавказ. Атаман Михаил Караулов и убитые с ним Владимир Караулов и хорунжий Алексей Белоусов были похоронены во Владикавказе в ограде Михаило-Архангельского собора. А через некоторое время в Новочеркасске был задержан главный подстрекатель нападения на Караулова — Зотов, который так громко рассказывал, как они в Прохладном убили атамана, что кто-то из пассажиров вызвал патруль. Комендант станции поручик Рясенцов задержал Зотова. Было проведено дознание, и Зотов отпущен за недоказанностью его причастности к подстрекательству. В то же время дознание установило вину адъютантов с последующей их казнью, что вызвало негодование в среде казачества..

## Память
18 ноября 2018 года на доме № 34 во Владикавказе была установлена мемориальная доска Михаилу Александровичу Караулову

## Сочинения
- Караулов М. А. Терское казачество в прошлом и настоящем. М.: Вече, 2007.
- Караулов М. А. Очерки казачьей старины. — Владикавказ, 1910. — 60 с.
- Караулов М. А. Русское казачество // журнал «Всемирная панорама». — № 47 за 1916 год.